# Classic Brugge-De Panne femminile
La Classic Brugge-De Panne femminile è una corsa in linea di ciclismo su strada femminile che si svolge ogni marzo nel nord-ovest delle Fiandre, in Belgio, e che ricalca l'omologa competizione maschile.
Sin dalla sua creazione, nel 2018, fa parte del calendario dell'UCI Women's World Tour.

## Albo d'oro
Aggiornato all'edizione 2025.
| Anno                       | Vincitore                  | Secondo                    | Terzo                      |
| Driedaagse Brugge-De Panne | Driedaagse Brugge-De Panne | Driedaagse Brugge-De Panne | Driedaagse Brugge-De Panne |
| -------------------------- | -------------------------- | -------------------------- | -------------------------- |
| 2018                       | Jolien D'Hoore             | Chloe Hosking              | Christine Majerus          |
| 2019                       | Kirsten Wild               | Lorena Wiebes              | Lotte Kopecky              |
| 2020                       | Lorena Wiebes              | Lisa Brennauer             | Lotte Kopecky              |
| Classic Brugge-De Panne    |                            |                            |                            |
| 2021                       | Grace Brown                | Emma Norsgaard             | Jolien D'Hoore             |
| 2022                       | Elisa Balsamo              | Lorena Wiebes              | Marta Bastianelli          |
| 2023                       | Pfeiffer Georgi            | Elisa Balsamo              | Lorena Wiebes              |
| 2024                       | Elisa Balsamo              | Charlotte Kool             | Daria Pikulik              |
| 2025                       | Lorena Wiebes              | Chiara Consonni            | Elisa Balsamo              |

### Vittorie per nazione
Aggiornato al 2025.
| Pos. | Paese       | Vittorie |
| ---- | ----------- | -------- |
| 1    | Paesi Bassi | 3        |
| 2    | Italia      | 2        |
| 3    | Australia   | 1        |
| 3    | Belgio      | 1        |
| 3    | Regno Unito | 1        |